# Tracerverfahren
Das Tracerverfahren, auch Verdünnungsmethode, besonders bei Grundwasser Markierungsversuch genannt, ist eine Form der Abflussmessung, einem hydrologischen Verfahren zur Fließgeschwindigkeitsmessung.
Dabei wird durch gezielte Zugabe eines sogenannten Tracers (Markierungsstoffes) in ein Fließgewässer und durch anschließende Messung des Konzentrationsabfalls weiter flussabwärts der Abfluss ermittelt. Parallel wird auch die Verweilzeit gemessen, was bei Grundwasser eine wichtige Information ist – dort ist es auch die wichtigste Methode zur Gewässerkartierung an sich, da man so auch im Untergrund feststellen kann, welche Wege das Wasser überhaupt nimmt.

## Messprinzip
Der Tracer wird an einer Eingabestelle dem Fließgewässer zugeführt. Auf der anschließenden Durchmischungsstrecke verteilt sich der Tracer über den gesamten Abflussquerschnitt. An einer festgelegten Probenahmestelle weiter flussabwärts wird die Konzentration des Markierungsstoffes bestimmt. Je niedriger dort die Konzentration ist, desto stärker wurde der Tracer verdünnt und umso größer ist damit der Durchfluss.

## Anwendungsbereich
Die Verdünnungsmethode wird vor allem zur Abflussbestimmung von Wildbächen eingesetzt, da herkömmliche Messmethoden wie die Flügelmessung aufgrund der starken Turbulenzen und der hohen Geschiebe- und Treibgutführung nicht durchführbar sind und der Messquerschnitt durch große Steine nicht eindeutig bestimmbar ist.
Dies sind jedoch ideale Voraussetzungen für das Tracerverfahren, da es durch die starken Turbulenzen zu einer guten Durchmischung des zugeführten Markierungsstoffes kommt.

## Varianten der Verdünnungsmethode
Die Tracermessung kann auf folgende Arten erfolgen:
- Methode mit konstanter Eingabe
- Integrationsmethode

### Methode mit konstanter Eingabe
Bei diesem Verfahren wird über einen längeren Zeitraum dem Fließgewässer an der Eingabestelle der Markierungsstoff mit konstanter Eingaberate {\displaystyle Q_{1}} und konstanter Konzentration {\displaystyle C_{1}} solange zugegeben, bis an der Probenahme- bzw. Messstelle eine über die Zeit konstante Tracerkonzentration {\displaystyle C_{2}} im gesamten Abflussquerschnitt erreicht wird.
Unter der Voraussetzung, dass das Gewässer mit dem Markierungsstoff nicht vorbelastet ist, gilt folgende Formel:
{\displaystyle Q_{1}\cdot C_{1}=(Q+Q_{1})\cdot C_{2}}
Daraus folgt durch Umformung:
{\displaystyle Q=Q_{1}\cdot {\frac {C_{1}}{C_{2}}}-Q_{1}}
Da der Eingabezufluss {\displaystyle Q_{1}} im Verhältnis zum gesuchten Durchfluss {\displaystyle Q} im Allgemeinen sehr klein ist, kann vereinfacht gerechnet werden:
{\displaystyle Q=Q_{1}\cdot {\frac {C1}{C_{2}}}=Q_{1}\cdot N}
Es gilt:
{\displaystyle Q_{1}\cdot C_{1}={\text{const.}}}
{\displaystyle C_{2}={\text{const.}}}
Mit:
{\displaystyle Q\colon } Durchfluss
{\displaystyle Q_{1}\colon } Tracer-Zugabe
{\displaystyle C_{1}\colon } Konzentration der Eingabelösung
{\displaystyle C_{2}\colon } konstante Tracer-Konzentration im Probenentnahmebereich
{\displaystyle N\colon } Konzentrationsverhältnis {\displaystyle C_{1}/C_{2}}

### Integrationsmethode
Dabei wird eine bestimmte Eingabemenge {\displaystyle M} des Markierungsstoffes innerhalb kürzester Zeit bei der Tracer-Eingabestelle dem Fließgewässer zugeführt. In weiterer Folge breitet sich der Markierungsstoff in Fließrichtung aus und verteilt sich zunehmend gleichmäßig über den Querschnitt. Die Tracerwolke passiert dann die Probenahmestelle als sogenannte Durchgangskurve. Diese zeichnet sich allgemein durch einen steilen Konzentrationsanstieg und einen langen, allmählichen Konzentrationsabfall aus. Bei der Probenahmestelle wird also der zeitliche Verlauf der Tracerkonzentration gemessen – dies kann durch möglichst viele Einzelproben in kleinen zeitlichen Abständen, oder besser durch eine kontinuierliche Messung erfolgen, was heute durch moderne Messsonden auch möglich ist.
Zur Durchflussberechnung wird anschließend die ermittelte Durchgangskurve über die Zeit integriert.
Unter der Voraussetzung, dass das Gewässer mit dem Markierungsstoff nicht vorbelastet ist und dass es zu einer vollständigen Durchmischung des Tracers gekommen ist, gilt für jeden Punkt des Entnahmequerschnitts:
{\displaystyle M=\int Q\cdot C_{2}\,\mathrm {d} t}
Daraus folgt für konstantes {\displaystyle Q}:
{\displaystyle Q={\frac {M}{\int C_{2}(t)\,\mathrm {d} t}}}
Mit:
{\displaystyle Q\colon } Abfluss
{\displaystyle M\colon } zugegebene Tracermenge
{\displaystyle C_{2}(t)\colon } Konzentrationsverlauf an der Entnahmestelle
{\displaystyle t\colon } Zeit

## Durchmischungsstrecke
Entscheidend für die Tracermessung ist, dass es auf der Durchmischungsstrecke (das ist die Fließstrecke zwischen Tracerzugabe- und Probenahmestelle) zu einer vollständigen Vermischung des Markierungsstoffes kommt. Die Vermischung ist vollständig, wenn bei der Methode mit konstanter Zugabe die Konzentration {\displaystyle C_{2}} in jedem Punkt des Entnahmequerschnittes gleich ist bzw. bei der Integrationsmethode für jeden Punkt des Entnahmequerschnitts das Integral der Konzentration (integriert über die Zeit) konstant ist.
Die Durchmischungsstrecke muss einerseits also mindestens so lang sein, dass eine vollständige Durchmischung gegeben ist, andererseits darf sie jedoch nicht zu lang gewählt werden, da ein Verlust des Markierungsstoffes eine zu hohe Abflussberechnung zur Folge hat.
Weiters darf das Fließgewässer im Bereich der Durchmischungsstrecke keine ober- oder unterirdischen Zu- oder Abflüsse aufweisen. Auch Bereiche mit Toträumen, Kolken, Kehrwasser, Aufweitungen und überströmten Vorländern sind ungünstig und sollten daher für die Wahl der Durchmischungsstrecke vermieden werden.